# おたよりください!
『おたよりください!』は、2020年9月28日から2024年3月29日まで各地のラジオ局で放送されていたラジオ番組の総称。
本項目では、2020年9月28日から2022年12月2日まで放送された『三遊亭円楽のおたよりください!』（さんゆうていえんらくのおたよりください）、ならびに2022年12月5日から2024年3月29日の最終回まで放送された『伊集院光のおたよりください!』（いじゅういんひかるのおたよりください）について記載する。
初代のパーソナリティは六代目三遊亭円楽、二代目が伊集院光。毎日1通、番組に送られてきたはがきやメールを紹介し、パーソナリティがトークを展開する。

## 概要
TBSラジオの制作ではあるがTBSでの放送は無くテープネットにより他局での放送を行っていた。CBCラジオとRKBラジオは日本香堂の一社提供番組。前番組『はがきでこんにちは』のパーソナリティだった近石真介の勇退に伴い、六代目三遊亭円楽へパーソナリティが変わったためタイトルを改題した。テーマ曲や全体の言い回し・構成は『はがきでこんにちは』から変わっていないが、タイトルから「はがき」が取れたため投稿方法が限定されなくなり、メールアドレスが開設された。また、単なる匿名ではなくラジオネームでの投稿も取り上げられるようになった。収録の関係上初回から暫くは近石宛のハガキを読み上げていた。
2022年1月25日に円楽が脳梗塞で入院したため、2月14日の放送より『伊集院光とらじおと』にて本番組の企画ネット番組である『伊集院光とらじおとお便りと』を担当する弟子の伊集院光が代演。『らじおと』の終了後も7月20日放送分まで担当した。7月21日放送分から円楽が復帰したが、伊集院も引き続きアシスタントとして出演し、日本香堂の前半CMとメッセージの読み上げを担当していた。9月12日放送分より円楽の肺炎による再入院で、伊集院がアシスタント待遇のまま再び一人で担当していた。しかし、9月30日に円楽が肺がんのため死去。既に収録済みであった10月3日週放送分は訃報の当日の夜に急遽、再収録を行い伊集院が円楽の死去を報告した。10月5日には前身番組のパーソナリティの近石も死去している。12月2日放送分まで、『三遊亭円楽のおたよりください!』のまま放送し、「こんにちは、師匠・円楽のアシスタント、伊集院光です」という挨拶での進行を継続した。
同年11月25日放送分において、同年12月5日放送分より『伊集院光のおたよりください!』を正式タイトルとして番組が継続されることが伊集院から発表された。この改題と同時に伊集院が正式に円楽の後継として2代目のパーソナリティに昇格する形となった。

### 番組内容
- 『はがきでこんにちは』と同様に、テーマ曲に乗せての伊集院による開始および終了時のタイトルコールおよびアナウンスが、ネット局ごとのスポンサーの有無によって異なる。
  - オープニングはスポンサー付きの場合「日本香堂がお送りする『伊集院光のおたよりください!』。こんにちは、伊集院光です。今日もよろしくお願いします」に続き、季節の話題に合わせて日本香堂製品の宣伝をする。スポンサーなしの場合「こんにちは、伊集院光です。『伊集院光のおたよりください!』どうぞよろしくお願いします」のあとにフェードアウトし、30秒のローカルCM枠もしくはラジオ福島など局によってはCMフィラーとして再度テーマ曲をはさんで番組本編に戻る。
  - エンディングはスポンサー付きの場合日本香堂のテープCMをはさんで、採用者に日本香堂製品を進呈する旨と「日本香堂がお送りした『伊集院光のおたよりください!』でした」で締めくくる[7]。スポンサーなしの場合、50秒のローカルCM枠のあと、「今日も素敵なお便りありがとうございました。『伊集院光のおたよりください!』でした」のアナウンスで締めくくる。
- リスナーから寄せられた投稿が読まれる際、投稿者の市域までの住所と氏名が読まれた。読み上げる際、はがきの結びの「さようなら」は変わっていない。投稿を読み終えると、伊集院が内容にちなんだ話題を話す。
- 番組の最後に、番組のあて先としてTBSの名前は出さず制作局最寄りの郵便局の私書箱とメールアドレスを告げるが、時間の関係で紹介されないこともある。

2024年3月5日放送分で、日本香堂の元社長で現在は取締役兼取締役会議長の小仲正克の提案により、同3月29日放送分をもって終了すると発表された。これにより、近石真介による『はがきでこんにちは』から数えて53年半続いた日本香堂提供のミニ番組は終了となった。一方で、TBSラジオの企画ネット番組『日本香堂 ふらっとポスト』（後述）のみは自社単独で継続する。

### テーマ曲
- サルヴァトール・アダモ作曲・フランク・プゥルセル編曲『ひとつぶの涙（原題 Une Larme Aux Nuages）』

## ネット局（最終回時点）
- 特記が無い限り、月曜 - 金曜の放送。放送時間の早い順から記載。開始時のネット局は山口放送以外『はがきでこんにちは』終了時点のものを引き継いだ。
- ※は日本香堂の単独提供。それ以外はローカルCMだがラジオ福島以外はパーティシペーション。

| 放送対象地域   | 放送局名          | 放送時間      | 備考 |
| -------------- | ----------------- | ------------- | --- |
| 静岡県         | 静岡放送（SBS）   | 6:40 - 6:45   | 2023年4月3日 - |
| 鳥取県・島根県 | 山陰放送（BSS）   | 6:55 - 7:00   | 2023年3月31日までは13:00 - 13:05で放送。2023年9月29日までは10:50 - 10:55で放送。 |
| 福島県         | ラジオ福島（rfc） | 9:10 - 9:15   | 『レディ・オン』内 前番組から継続で地元の葬儀会社であるアルファクラブが提供。 |
| 鹿児島県       | 南日本放送（MBC） | 9:34 - 9:40   | 2021年9月24日までは9:37 - 9:43で放送。2023年3月31日までは13:20 - 13:26で放送。2023年9月29日までは9:36 - 9:42で放送。 |
| 中京広域圏     | CBCラジオ（※）    | 9:40 - 9:45頃 | 『つボイノリオの聞けば聞くほど』内 放送時間に若干の前後あり。 |
| 香川県         | 西日本放送（RNC） | 10:15 - 10:25 | 『さわやかラジオ おはようハイタッチ!』内 2023年10月2日よりネット開始。前月まで該当枠に放送していた『大竹発見伝〜ザ・ゴールデンヒストリー』（文化放送）が『歌のない歌謡曲』終了により、枠を移動したため、空いた該当枠でのネット開始となる。 |
| 宮城県         | 東北放送（tbc）   | 11:30 - 11:35 | 2022年9月27日からネット。2023年3月31日までは18:40 - 18:45で放送。2023年9月29日までは11:35- 11:40で放送。 |
| 高知県         | 高知放送（RKC）   | 11:30 - 11:35 | 2023年4月3日 - |
| 秋田県         | 秋田放送（ABS）   | 11:45 - 11:51 | |
| 福岡県         | RKBラジオ（※）    | 11:55 - 12:00 | 『Toi toi toi』（月-木）内 『Weekend Live あんたっちゃぶる』（金）内 |
| 岩手県         | IBC岩手放送       | 12:10 - 12:15 | 2023年4月3日 - |
| 徳島県         | 四国放送（JRT）   | 12:15 - 12:20 | 2023年4月3日 - |
| 石川県         | 北陸放送（MRO）   | 12:20 - 12:25 | 2023年4月3日 - |
| 山形県         | 山形放送（YBC）   | 12:55 - 13:00 | 2021年3月29日からネット。 2022年2月22日より（火-金）の放送。4月1日までは5:25 - 5:30で放送。 |
| 長崎県・佐賀県 | 長崎放送（NBC）   | 16:25 - 16:30 | 2021年4月1日からネット。2023年3月31日までは12:45 - 12:50で放送。2023年9月29日までは15:30 - 15:35で放送。 |

### 過去
| 放送対象地域 | 放送局名        | 放送時間      | 放送期間                      | 備考                                                                        |
| ------------ | --------------- | ------------- | ----------------------------- | --------------------------------------------------------------------------- |
| 山口県       | 山口放送（KRY） | 16:30 - 16:35 | 2020年9月28日 - 2021年3月26日 | 金曜のみ『NEXCO西日本Drive.Escort』（中国放送制作）の放送のため、未ネット。 |
| 大分県       | 大分放送（OBS） | 5:20 - 5:25   | - 2023年9月29日               |                                                                             |

### 企画ネット状況
企画ネット局は以下の通り。
- TBSラジオ

本番組の制作局であるが本番組は放送しておらず、午前中のワイド番組内で日本香堂提供によりその番組のパーソナリティがその番組に送られたメッセージを紹介する独自コーナーを放送している。
2022年3月28日からスタートした『パンサー向井の＃ふらっと』内で生放送コーナー「日本香堂ふらっとポスト」の名称で独自の内容を放送している。
2022年3月24日までは、円楽の弟子である伊集院光が担当した『伊集院光とらじおと』内（8:41頃）において「伊集院光とらじおとお便りと」の名称で独自の内容を放送していた。本番組のスタートから伊集院の代演になる前週の2022年2月11日放送分までは「TBSラジオ制作による日本香堂提供の企画番組」を師弟それぞれが担当する形に、伊集院の代演開始から『伊集院光とらじおと』終了までは「日本香堂提供の企画番組」をTBSラジオ向けと地方局向けの両方とも伊集院が担当する形に、円楽が一時的に復帰していた期間は「TBSラジオ向け担当パーソナリティの前任者が地方局向けパーソナリティのアシスタントを担当する」形に、さらには『パンサー向井の＃ふらっと』開始から7月に円楽が復帰するまでの間と12月5日放送分以降(但し円楽の再入院以降は、放送上はアシスタント名義ながら事実上のパーソナリティ代理の状態であった為、実質的には円楽再入院後の9月12日放送分から)は「TBSラジオ向け担当パーソナリティの前任者が地方局向けを担当する」というかつての『はがきでこんにちは』と『大沢悠里のゆうゆうワイド』と同じ関係性になっている。